# Notoreas opipara
Notoreas opipara är en fjärilsart som beskrevs av Alfred Philpott 1915. Notoreas opipara ingår i släktet Notoreas och familjen mätare. Inga underarter finns listade i Catalogue of Life.